# 李範永
李範永（이범영，1989年4月2日—），韩国足球运动员，现效力于K联赛1球队全北現代汽車。

## 俱乐部生涯
李範永在2008年进入釜山IPark一队，加盟球队后的几个赛季是球队的二号门将，2013年成为球队的绝对主力。

## 国家队生涯
李範永在2010年帮助韩国国奥队夺得2010年亚洲运动会足球比賽铜牌。2012年6月，他入选参加2012年夏季奧林匹克運動會足球比賽的名单，担任郑成龙的替补。他在八强战对阵东道主英国的最后时刻替补出场，并在点球决胜中扑出的点球，帮助韩国队进入四强。2014年5月，他在未代表韩国国家足球队出场的情况下入选2014年世界杯足球赛的23人名单。

## 外部連結
- 李範永的Instagram帳戶